# Kagamisato Kiyoji
Kagamisato Kiyoji (jap. 鏡里 喜代治; * 30. April 1923 in Sannohe, Präfektur Aomori als Okuyama Kiyoji (奥山 喜世治); † 29. Februar 2004 in Tokio) war ein japanischer Sumōringer. Er war zwischen 1953 und 1958 der 42. Yokozuna.
Kagamisato war als „Vollmond des Kampfrings“ bekannt, was sich auf seinen beeindruckenden Bauch bezog, den er durchaus einsetzte, um Gegner aus dem Ring zu drängen. Als junger Kämpfer noch mit Tsuppari (Schlagtechniken) experimentierend, entwickelte er mit der Zeit sein Yotsu-Sumō. Mit 1,74 m Körperlänge war er nicht besonders groß, aber die etwa 160 kg, die er im Lauf seiner Karriere erreichte, machten ihn zu einem schweren Ringer. Er war beim Publikum als stiller Mann von besonderer moralischer Integrität bekannt.
Kagamisato, der als Halbwaise bei seiner Mutter in ärmlichen Verhältnissen aufwuchs, wurde aufgrund seiner auffallenden Körpergröße während einer Jungyo (Tournee von Sumoringern) durch den damaligen Ōzeki Kagamiiwa entdeckt und nach Tokio eingeladen. Nach anfänglichem Desinteresse kam Kagamisato, der damals noch Okuyama Kiyoji hieß, drei Jahre später in den neu gegründeten Ringerstall Kumegawa-beya des mittlerweile als Stallmeister aktiven Kagamiiwa. Im Januar 1941 nahm Kagamisato zum ersten Mal an einem Sumōturnier teil.
1942 trat Kumegawa Oyakata mit seinen Ringern dem neu gegründeten Heya des Yokozuna Futabayama bei. Hier, im späteren Tokitsukaze-beya, genoss Kagamisato, obschon nur ein Anfänger im Profisport, die persönliche Anleitung des Großmeisters, den er zeit seines Lebens sehr bewunderte und mit dem er bis über seine aktive Zeit hinaus zusammenarbeitete. Derart gerüstet errang Kagamisato erste Turniersiege in der Jonidan-Division (Januar 1942) und der Sandanme-Division (Januar 1943). Im Mai 1943 stand sein Name erstmals in der Rangliste der Makushita-Division; der junge Kagamisato war somit direkt unterhalb der prestigeträchtigen (und finanziell weitaus einträglicheren) Sekitori-Ligen angekommen. Eine Trainingsverletzung am Knie stoppte sein Vorankommen jedoch vorerst, indem er ihretwegen ein Make-koshi kassierte.
Da sich Japan im Krieg befand, wirkte sich diese Verzögerung auch außerhalb der Sumōwelt aus. Alle Ringer, die nicht den angesehenen oberen beiden Divisionen angehörten, wurden 1944 in die Armee einberufen. Seine Militärzeit verbrachte Kagamisato wie seine Heya-Kollegen bei einer Transporteinheit des 69. Armeeregiments in Haratsuka. Erst im Juni 1945 konnte er wieder an einem Turnier teilnehmen und erreichte mit einem 3-2-Kachi-koshi ein Ergebnis, das ausreichte, um endlich in die Jūryō-Division befördert zu werden. Nach weiteren ausgezeichneten Resultaten führte ihn die Banzuke (Rangliste) im Juni 1947 erstmals als Ringer der Makuuchi-Division, der höchsten Klasse des japanischen Profisumō.
Im Oktober 1949 belegte Kagamisato den zweiten Platz im Turnier, in dessen Verlauf er als erstplatzierter Maegashira der Ostgruppe, d. h. am höchsten eingestufter Kämpfer seines Ranges, sowohl den amtierenden Yokozuna Azumafuji als auch den damaligen Ōzeki Chiyonoyama (Yokozuna 1951–59) besiegte. Diese Leistung brachte ihm erstmals in der Geschichte die beiden Sonderpreise für Kampfgeist bzw. besondere Leistung gleichzeitig sowie die Promotion zum Sekiwake unter Auslassung des normalerweise obligatorischen Komusubi-Ranges.
1951 erhielt er – angeblich zur eigenen Überraschung – die Beförderung zum Ōzeki. Nach sechs Turnieren in diesem Rang gewann er mit 14-1 das Januarturnier 1953, bei dem alle vier aktiven Yokozuna so schlechte Ergebnisse erzielten, das der Sumōverband gegen den Widerstand des Yokozuna-Ernennungsrates die Beförderung Kagamisatos durchsetzte, weil der Yokozuna-Rang in den Augen der Funktionäre mit jüngeren Ringern "aufgefrischt" werden sollte. Tatsächlich waren mit Haguroyama und dem nach diesem Turnier zurückgetretenen Terukuni zwei der damaligen Großmeister bereits über zehn Jahre lang im Amt gewesen.
Als Yokozuna war Kagamisato zwar nie so populär wie seine Kollegen Tochinishiki, Chiyonoyama oder Wakanohana I.; er gab weniger Interviews und war als ruhig und diszipliniert bekannt. Gegen alle drei genannten Yokozuna konnte er aber positive Bilanzen aufweisen, als er mitten im Januarturnier 1958 seinen Rücktritt nach Ende des laufenden Basho bekannt gab. In 38 Turnieren in der Makuuchi hatte er 360 Siege und 163 Niederlagen erlebt, bei 28 Kämpfen war er nicht angetreten. Gegenüber seinem Trainer begründete er die Entscheidung mit wachsenden Problemen mit seinem rechten Knie.
Nach dem Ende der Ringerlaufbahn arbeitete Kagamisato als Trainer im Tokitsukaze-beya, das er jedoch nach dem Tod Futabayamas/Tokitsukaze Oyakatas und einem Intermezzo als Stallmeister verließ und mit dem Tatsutagawa-beya seinen eigenen Ringerstall gründete, der aber in seiner Zeit keinen Spitzenkämpfer hervorbrachte. Im April 1988 ging er, da er die Altersgrenze des Verbands erreichte, in den Ruhestand. Obwohl er nach einem Schlaganfall auf einen Rollstuhl angewiesen war und bis ins Alter stark übergewichtig blieb, lebte er noch fünfzehn Jahre und erreichte damit das zweithöchste Lebensalter aller Yokozuna der Geschichte, bevor er 2004 verstarb.